# NGC 3709
NGC 3709 је ознака објекта на координатама са ректансцензијом 11h 30m 39,2s и деклинацијом - 3° 15" 21'. Открио га је Ормонд Стоун, 1886. године. Каснијим посматрањима на том положају није уочен никакав астрономски објекат.